# 브라만교

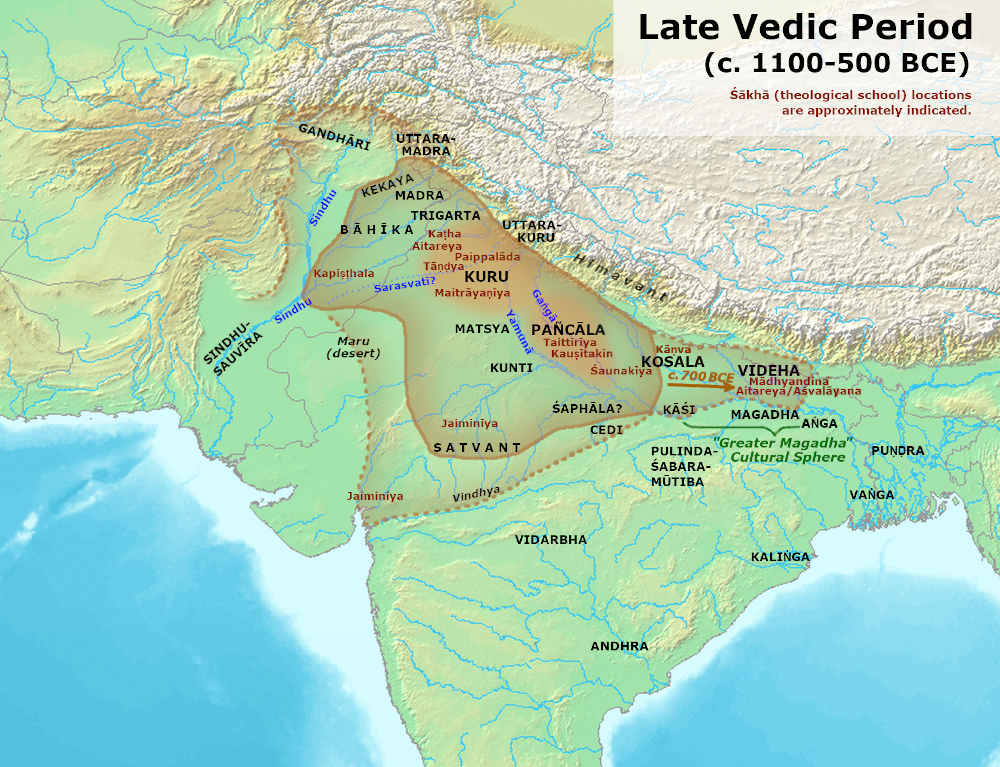
베다 시대 후기 베다 문화의 확산. 아리아바르타는 인도 북서부와 갠지스 서부 평야에 국한되었고, 동쪽의 대마가다는 비베다계 인도아리아인들이 차지했다. 샤카의 위치는 적갈색로 표시되어 있다.

브라만교(Brahmanism) 또는 베다 힌두교, 베다 종교는 베다 시대(1500-500 BC) 동안 인도 아대륙에서 브라만(바라문 · 婆羅門)이라고 불리는 사제 계급이 주도하고 《리그베다》·《야주르베다》·《사마베다》·《아타르바베다》의 삼히타의 종교적 가르침을 토대로 하여 우주의 근본적 최고 원리로서의 브라만(범 · 梵)에 대한 신앙을 중심 신앙으로 하여 전개된 인도 계통의 종교로, 베다 시대에 북서 인도 아대륙(펀자브와 서부 갠지스 평원)의 인도아리아인들 사이에 널리 퍼져 있던 종교적 사상과 관습을 구성했다. 이러한 사상과 관습은 브라만교 문헌에서 발견되며, 일부 브라만교 의식은 오늘날에도 여전히 행해지고 있다. 브라만교는 힌두교를 형성한 주요 전통 중 하나지만, 오늘날의 힌두교와는 많은 차이점이 존재한다.
브라만교는 초기 베다 시대(기원전 1500년–1100년)에 인도 아대륙의 북서부 지역에서 발달했지만 유라시아 스텝의 신타슈타 문화(기원전 2200년–1800년), 중앙아시아의 안드로노보 문화(기원전 2000년–900년), 인더스 문명(기원전 2600년–1900년)에 뿌리를 두고 있다. 이는 중앙아시아 인도아리아인의 종교 그 자체가 "구 중앙아시아와 새로운 인도유럽 요소의 혼합"이며, 박트리아-마르기아나 문화, 그리고 인더스 계곡의 하라판 문화의 잔재로부터 "특이한 종교적 신념과 관습"을 차용했다는 것을 암시한다.
후기 베다 시대(기원전 1100-500년)에는 쿠루-판찰라 왕국의 이데올로기로서 베다 종교에서 발전한 브라만교가 쿠루-판찰라 왕국이 멸망한 후 더 넓은 지역으로 확장되었다. 브라만교는 불교와 자이나교를 낳은 동부 갠지스 평야의 비베다 인도아리아인 종교 유산 및 지역 종교 전통과 종합되어 현대 힌두교를 형성한 주요 영향력 중 하나였다.
브라만교의 구체적인 의식과 희생은 소마 의식, 봉헌과 관련된 불 의식(하비르), 그리고 아슈바메다(말 희생제) 등을 포함한다. 무덤 매장과 화장 의식도 리그베다 시대부터 볼 수 있다. 브라만교에서 강조되는 신들로는 디아우스, 인드라, 아그니, 루드라, 바루나 등이 있으며, 중요한 윤리적 개념으로는 사트야, 르타 등이 있다.

## 정의
베다교는 기원전 2천년 동안 인도아리아인들이 여러 차례 파도를 타고 인더스강 계곡으로 들어갔을 때 베다 종교의 가장 오래된 형태를 나타낸다. 브라만교는 기원전 1천년경 갠지스강 유역에서 형성된 더 발전된 형태를 나타낸다. 히스터만에 따르면, "그것이 브라만(사제) 사회 계층에 부여하는 종교적, 법적 중요성 때문에 브라만교라고 널리 알려져 있다."

## 기원과 발전

### 인도아리아계 베다 종교
베다 종교는 인더스 문명이 붕괴된 후 인도 아대륙의 인더스강 계곡 지역으로 이주한 일부 베다 인도아리아인 부족인 아리아인들의 종교적 믿음을 가리킨다. 베다 종교와 그 후의 브라만교는 비베다 문헌의 권위에 의존하는 인도계 종교의 아가마, 탄트라 및 종파 형태와 구별되는 베다의 신화 및 의식 이데올로기에 중점을 둔다. 베다 종교는 베다에 묘사되어 있으며 다양한 사제 학파에 의해 현대로 보존된 초기 우파니샤드를 포함한 방대한 베다 문학과 관련이 있다. 이 종교는 기원전 1500년부터 1100년까지 전기 베다 시대의 서부 갠지스 평원에 존재했으며, 후기 베다 시대(기원전 1100년–500년)에 브라만교로 발전했다. 동부 갠지스 평원은 후기 브라만교 이념을 거부하고 자이나교와 불교, 마우리아 제국을 탄생시킨 또 다른 인도아리아인 복합 종교에 의해 지배되었다.

#### 인도유럽 기원
인도아리아인은 신타슈타 문화에서 시작되어 중앙아시아 대초원의 쿠르간 문화에서 발전한 안드로노보 문화로 발전한 인도유럽어족 계열의 한 분파의 언어 사용자들이었다. 일반적으로 전기 베다 시대의 시기는 기원전 2,000년으로 거슬러 올라간다.
고전 이전 시대의 베다 신앙과 관습은 가설적인 원시 인도유럽 종교와 밀접한 관련이 있으며, 인도아리아인들의 후예인 안드로노보 문화의 의식과도 관계를 보여준다. 앤서니에 따르면, 고대 인도 종교는 아마도 제라브샨강(현재의 우즈베키스탄)과 (현재의) 이란 사이의 접촉 지역에서 인도유럽 이민자들 사이에서 생겨났을 것이다. 이는 박트리아-마르기아나 문화(BMAC)에서 “독특한 종교적 신념과 관습”을 차용한 “오래된 중앙아시아 요소와 새로운 인도유럽 요소의 혼합적 혼합물”이었다. 이러한 혼합주의적 영향은 인드라 신과 의식 음료인 소마를 포함하여 이 문화에서 차용된 최소 383개의 비인도유럽어 단어에 의해 뒷받침된다. 앤서니는 다음과 같이 말했다.
인도이란의 힘/승리의 신 베레트라그나의 많은 자질은 입양된 신 인드라에게 전수되어 발전하는 고대 인도 문화의 중심 신이 되었다. 인드라는 리그베다의 4분의 1에 해당하는 250개의 찬가의 주인공이었다. 그는 다른 어떤 신보다도 BMAC 종교에서 차용한 것으로 추정되는 각성제인 소마(마황에서 유래한 것으로 추정)와 관련이 깊었다. 그의 명성은 고대 인도어 사용자들의 독특한 특징이었다.

리그베다의 언어인 고대 인도어에서 가장 오래된 비문은 미탄니 왕국이 위치한 북부 시리아에서 발견된다. 미탄니 왕들은 고대 인도어 왕좌의 이름을 가져왔고, 고대 인도어의 전문 용어는 승마와 전차 운전 용어 사용되었다. 리그베다의 중심 개념인 "우주 질서와 진실"을 의미하는 고대 인도어 용어 르타는 미탄니 왕국에서도 사용되었다. 인드라를 포함한 고대 인도 신들도 미탄니 왕국에서 알려졌다.

#### 토착 문화로부터의 영향
베다 종교는 "인도아리아인과 하라판 문화와 문명의 결합체"의 산물이었다. 화이트(2003)는 베다 종교가 부분적으로 인더스 문명에서 파생되었음을 "강조적으로 입증"한 다른 세 학자를 인용한다.
베다 종교 텍스트는 두뇌적이고 질서정연하며 지적이지만, 다양한 베다 텍스트에 있는 이론이 실제로 베다 종교의 민속 관습, 도상학 및 기타 실용적인 측면을 반영하는지는 불분명하다. 베다 종교는 기원전 1100년 이후 인도아리아인들이 갠지스 평원으로 이주하고 정착 농민이 되면서 변화했으며, 북인도의 토착 문화와 더욱 혼합되었다. 증거는 베다 종교가 "표면적으로 모순된 두 방향", 즉 오늘날의 슈라우타 의식에서 생존하는 훨씬 더 정교하고 비용이 많이 들며 전문화된 의식 체계" 및 자이나교나 불교 전통과 유사한 자신 내부의 "의식과 우주 사변의 기초가 되는 원칙의 추상화 및 내재화"로 진화했음을 시사한다.
역사적인 베다 종교의 양상은 현대에도 여전히 지속되고 있다. 예를 들어 케랄라주와 안드라프라데시주 해안에서는 남부디리 브라만들이 고대 슈라우타 의식을 이어가며 슈라우타의 복잡한 베다 의식을 행하고 있다. 파키스탄 북서부에 거주하는 칼라쉬인들도 고대 베다 종교의 한 형태를 지속적으로 실천하고 있다. 또한 마이클 위첼은 일본의 토착 종교인 신토가 고대 베다 종교의 일부 영향을 포함하고 있다고 주장했다.

#### 고대 힌두교
하인리히 폰 슈티텐크론에 따르면, 19세기 서양 출판물들에서, 베다 종교는 힌두교와 다르며 아무런 관련이 없다고 믿어졌다. 대신, 힌두교는 푸로히타, 탄트라 및 바크티에 기초한 종파들을 통해 힌두교 서사시 및 푸라나와 연결되어 있다고 생각되었다. 20세기에, 베다 종교와 현대 힌두교와 공유된 유산 및 신학에 대한 더 나은 이해는 학자들로 하여금 역사적인 베다 종교를 현대 힌두교의 조상으로 보도록 했다. 베다 종교는 현재 일반적으로 힌두교의 전신으로 받아들여지고 있지만, 텍스트 증거가 둘 사이의 상당한 차이를 시사하기 때문에 그들은 같지 않다. 여기에는 나중에 발전된 윤회 개념 대신 사후세계에 대한 믿음이 포함된다. 힌두교 개혁 운동과 네오-베단타는 베다 유산과 "고대 힌두교"를 강조해왔고, 이 용어는 일부 힌두교인들에 의해 공동 채택되었다.

### 브라만교

#### 역사적 브라만교
브라만교는 베다 종교에서 발전하여 비베다교적 사상을 통합하고 북서 인도 아대륙에서 갠지스 계곡에 이르는 지역으로 확장되었다. 브라만교는 베다교적 말뭉치뿐만 아니라 사회의 사제 계급을 두드러지게 한 다르마수트라와 다르마샤스트라와 같은 후기 베다교적 텍스트도 포함하고 있으며, 히스터만은 후기 스마루르타 전통에 편입된 베다 이후의 스므리티(푸라나와 서사시)도 언급하고 있다. 의식에 대한 강조와 브라만의 지배적인 위치는 쿠루-판찰라 영역에서 발전한 이념으로 발전했으며, 쿠루-판찰라 왕국의 붕괴 이후 더 넓은 영역으로 확장되었다. 그것은 야크샤 컬트와 같은 지역 종교와 공존했다.
브라만교라는 단어는 16세기에 곤살루 페르난데스 트란코소(1520–1596)에 의해 만들어졌다. 역사적으로, 그리고 여전히 일부 현대 작가들에 의해 '브라만교'라는 단어는 영어에서 힌두교를 가리키기 위해 사용되었고, 그 용어를 힌두교와 동의어로 취급하고 그것을 교환 가능하게 사용했다. 18세기와 19세기에, 브라만교는 힌두교에 대해 영어에서 가장 일반적으로 사용되는 용어였다. 브라만교는 이러한 용어들이 베다 후기 동안 후기 베다 시대의 후기 베다 사상으로부터 발전된, 어원학적으로 연결되어 있기 때문에, 초기 우파니샤드의 절대 현실(브라흐만) 사변에 중요성을 부여했다. 브라흐만의 개념은 그 후 모든 존재를 구성하는 우주가 창조되기 전에 그리고 우주가 용해될 때까지 존재했고, 그 후 유사한 무한한 창조-유지-파괴 주기가 뒤따른다고 상정된다.
제2차 도시화의 베다 이후의 시기는 브라만교의 쇠퇴를 가져왔다. 시골 브라만들의 수입과 후원을 위협하는 정치적 실체들의 성장과 함께, 슈라마나 운동, 난다 제국과 마우리아 제국을 포함한 마가다로부터의 동방 제국들의 정복, 그리고 새로운 정치적 실체들을 불러온 북서 인도 아대륙의 침략과 외국의 통치도 있었다. 이것은 새로운 서비스를 제공하고 동쪽 갠지스 평원과 지역의 종교 전통이라는 비베다적인 인도-아리아 종교 유산을 통합함으로써 극복되었고, 현대의 힌두교를 낳았다. 이 "새로운 브라만교"는 브라만이 제공할 수 있는 초자연적인 힘과 실제적인 조언에 끌렸던 통치자들에게 어필했고, 브라만 권세의 부활을 가져왔고, 서기 수세기의 고전적인 힌두교 시대 이후 인도 사회를 지배했다.

#### 논쟁적인 용어로서의 브라만교
오늘날에는 브라만교와 같은 의미로 사용되는 브라만주의라는 용어가 여러 가지 의미로 사용되고 있다. 이는 슈라우타 의식에 보존된 특정한 브라만 의식과 세계관을 의미하며, 이와는 거의 관련이 없는 광범위한 대중 문화 활동과는 구별된다. 브라만주의는 또한 브라만을 사회를 지배하고 지배할 자격이 있는 타고난 특권층으로 보는 브라만 이데올로기를 구체적으로 언급한다. 이 용어는 인도 사회에 대한 지배와 배타주의 이데올로기에 반대하는 반브라만 반대자들이 자주 사용한다. 그들은 인도 문화를 부패하고 타락한 것으로 보고 인구가 비합리적이라고 본 19세기 식민지 통치자들의 윤곽을 따른다. 종교에 대한 기독교적 이해에서 파생된 이 견해에서 원래의 “신이 주신 종교”는 사제, 이 경우 브라만과 그들의 종교인 “브라만주의”에 의해 타락했으며 인도 인구에게 부과된 것으로 추정된다. 개혁주의 힌두교도들과 암베드카르와 같은 다른 사람들은 비슷한 노선을 따라 비판을 구조화했다.

## 문헌의 역사

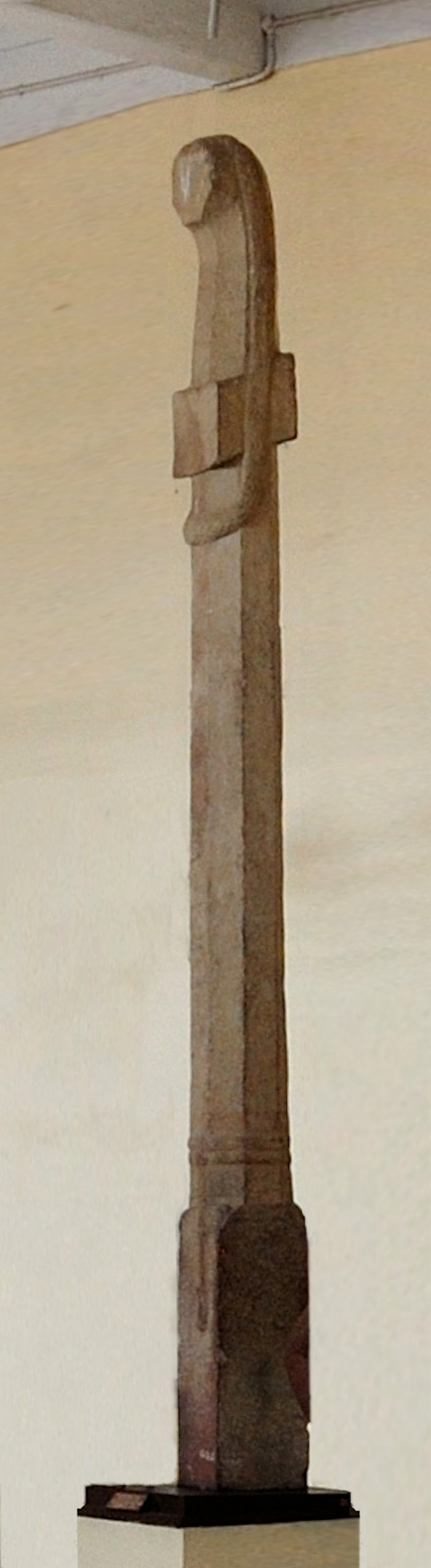
기원전 3세기 바시슈카 시대의 유파 제사 기둥. 이사푸르, 마투라 근처. 마투라 박물관.

베다 산스크리트어로 구성된 베다 시대의 문헌은 주로 네 개의 베다 삼히타이지만, 브라마나, 아란야카, 좀 더 오래된 우파니샤드의 일부도 이 시기에 놓여 있다. 베다 사람들은 의식과 희생과 관련된 전례를 기록하고 있다. 이 문헌들은 동시대 힌두교 경전의 한 부분으로 여겨지기도 한다.

누가 정말 알겠는가?

누가 여기서 그것을 선포하는가?

어디서 만들어졌는가? 이 창조물은 어디에서 왔는가?

이 우주의 창조와 함께 신들이 그 뒤에 왔노니.

그렇다면 이 우주가 언제부터 생겨났는지 누가 알 수 있겠는가?

— 나사디야 숙타, 리그베다, 10:129-6

## 특징
리그베다와 같은 역사적인 베다 종교 문헌의 초기 판본에는 윤회 개념이 언급되어 있지 않다. 라나데에 따르면 리그베다의 후기
판본에는 다시 태어나기 위한 개념에 대한 접근을 암시하는 개념이 언급되어 있다.
베다의 초기 판본들은 업과 재탄생의 교리에 대해 언급하지 않고 사후세계에 대한 믿음에 대해 언급한다. 세이어스에 따르면, 베다 문헌의 이 초기 층들은 조상 숭배와 스랏다(조상 제사)와 같은 의식들을 보여준다. 아란야카와 우파니샤드와 같은 후기 베다 문헌들은 윤회에 기초한 다른 사회학을 보여주고, 조상 제사에 대해 거의 관심을 보이지 않으며, 초기 의식을 철학적으로 해석하기 시작한다. 윤회와 업에 대한 생각은 석가모니와 마하비라 이전인 베다 후기의 우파니샤드에 뿌리를 두고 있다. 유사하게, 브리하드아란야카 우파니샤드(c. 800 BCE) 4.4절과 같은 베다 문헌의 후기 판본들은 인과관계뿐만 아니라 업 교리의 초기 버전에 대해 논의한다.
고대 베다 종교에는 윤회에 대한 믿음과 열반 같은 개념이 결여되어 있었다. 그것은 다신교와 범신론적인 측면을 가진 복잡한 애니미즘적인 종교였다. 고대 베다 종교는 조상 숭배가 아마도 중심적인 요소였을 것이다. 현대 힌두교에서는 여전히 스랏다의 형태로 조상 숭배의 요소가 일반적이다.
올리벨에 따르면, 어떤 학자들은 포기 전통이 "베다 종교 문화에서 발견된 생각들의 유기적이고 논리적인 발전"이었다고 말하는 반면, 다른 학자들은 이것들이 "고유의 비아리아인 인구"로부터 발생했다고 말한다. 이 학문적인 논쟁은 오래된 것이고, 현재 진행 중이다.

### 의식

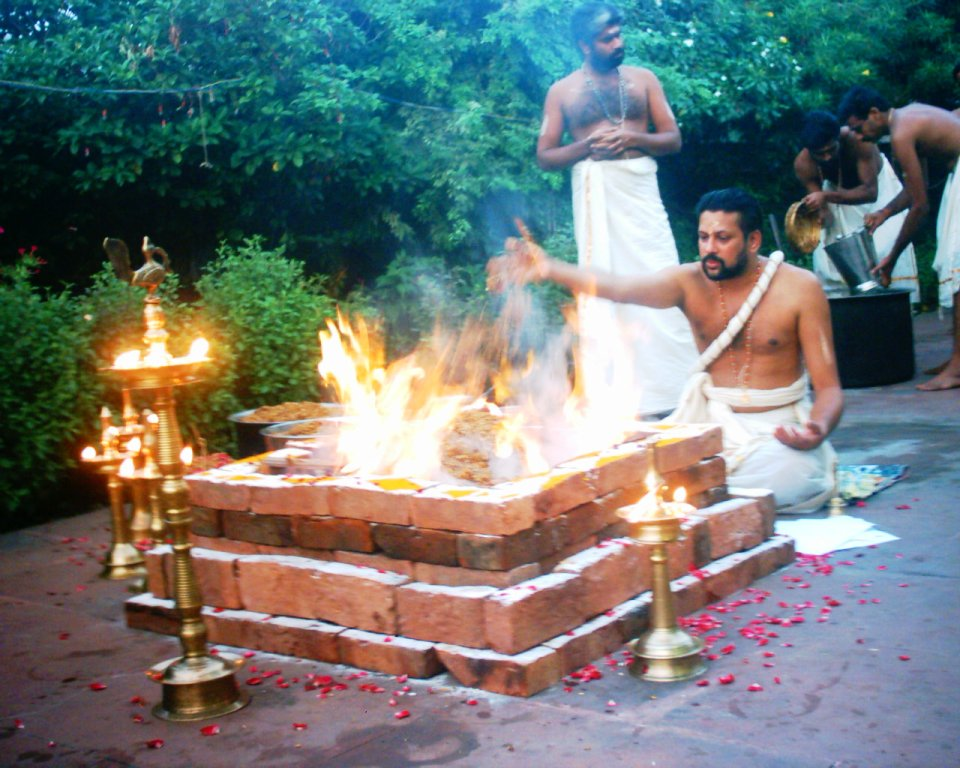
케랄라주에서 수행되고 있는 슈라우타 야즈나 의식.

베다 종교의 구체적인 의식들은 다음과 같다:
- 봉헌과 관련된 불 의식(하비르):
  - 아그니야데야, 또는 불을 설치하는 의식[110]
  - 아그니호트라 또는 아그니에 대한 봉헌, 태양의 주문[110]
  - 다르샤푸르남사, 신월과 보름달의 희생제[110]
  - 4계절(투르마스야) 희생제[110]
  - 아그니카야나, 불제단을 쌓는 정교한 의식[110]
- 파슈반두, 매년 동물을 제물로 바치는 의식[110]
- 소마의 추출, 효용 및 소비를 포함하는 소마 의식:[110]
  - 조티슈토마[110]
    - 아그니슈토마[110]
      - 프라바르기야(원래는 독립된 의식이었으나 나중에 소마 의식에 흡수됨)[111]

    - 우크티야[110]
    - 소다신[110]
    - 아티야그니슈토마[110]
    - 아티라트라트[110]
    - 아프토야마[110]
    - 바자페야[110]
- 왕실 제례(라자수야) 희생제
- 아슈바메다(마사제), 왕국이나 제국의 영광과 안녕과 번영을 위해 바치는 야즈나[20]
- 푸루샤메다[110]
- 아타르바베다에서 언급된 약과 치료 방법에 관한 주문과 의식[112]
- 고메다, 소의 희생제:
  - 야주르베다의 타이티리야 브라흐마나는 신에 따라 제물을 바칠 소를 고르는 지시를 내린다.[113]
  - 판차사라디야 사바 – 17마리의 소가 5년에 한 번 털갈이 되는 기념 행사. 타이티리야 브라마나는 위대해지고 싶은 사람들을 위해 판차사라디야를 옹호한다.[113]
  - 술라가바 – 구운 쇠고기를 제물을 바치는 의식으로 그리야수트라에 언급되어 있다.[113]
  - R. 미트라 박사에 따르면, 공양된 동물은 아스발라야나수트라에 자세히 설명된 대로 식용으로 사용되었다. 고파타 브라마나에는 프라티하르타(목과 혹), 우드가트르, 네쉬타, 사다샤, 제물을 바치는 집주인(오른쪽 두 발), 그의 아내(왼쪽 두 발) 등 다양한 부위를 받을 수 있는 다양한 개인이 나열되어 있다.[113]

힌두교의 화장 의식은 리그베다 시대부터 볼 수 있다. 이들이 화장을 치렀다는 것은 묘지 H 문화의 초기부터 입증되었지만, 후기 리그베다 문헌에서는 화장되거나( agnidagdhá- ) 화장되지 않은( ánagnidagdha- ) 조상을 언급하는 부분이 존재한다.

### 판테온

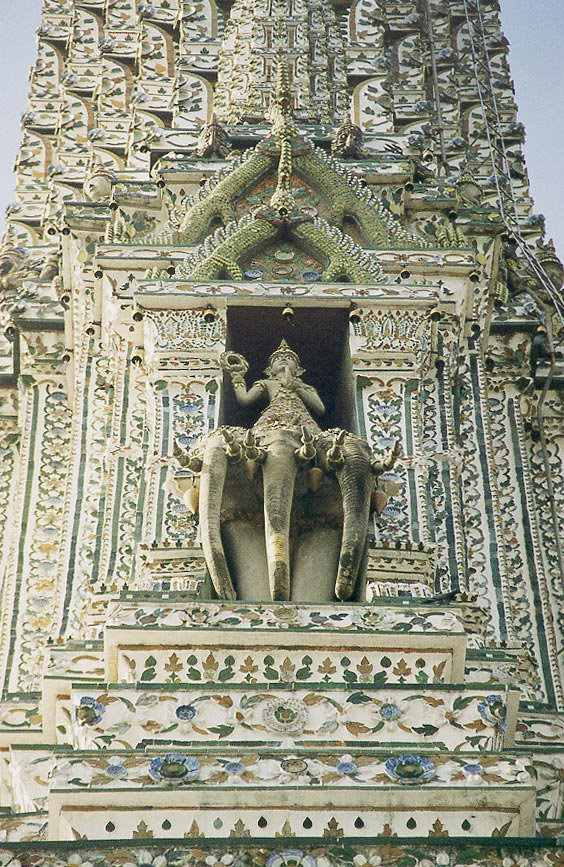
태국 방콕 왓아룬("여명의 사원")의 중심탑 프라프랑의 세부 모습으로 고대 베다의 신 인드라와 머리가 세 개인 에라완(아이라바타)을 보여준다.

리그베다에는 수많은 데바의 이름이 등장하지만, 지구, 우주, 천국에 각각 11명씩 총 33명의 데바만 집계되어 있다. 베다의 판테에는 데바와 아수라라는 두 가지 클래스가 있다. 데바(미트라, 바루나, 아리아만, 바가, 암사 등)는 우주와 왕국부터 개인에 이르기까지 우주와 사회 질서를 관장하는 신이다. 리그베다에는 다양한 신들에 대한 찬가가 수록되어 있는데, 특히 영웅적인 인드라, 희생의 불이자 신의 메신저인 아그니, 인도-이란인들이 신성시하는 신성한 음료인 소마가 대표적이다. 또한 바루나(종종 미트라와 짝을 이루는)와 '만신' 그룹인 비슈바데바들도 눈에 띈다.

### 성현
힌두교 전통에서 이 시대의 존경받는 성현들은 야즈나발키야, 아타르반, 아트리, 바라드바자, 가우타마, 자마다그니, 카샤파, 바시슈타, 브리구, 쿠트사, 풀라스티야, 크라투, 풀라하, 비슈와미트라 나라야나, 칸바, 리샤바, 바마데바, 앙기라스 등이 있다.

### 사트야와 르타
베다의 윤리는 사트야와 르타와 같은 개념을 기반으로 한다.
베다와 후기 경전에서 사트야라는 단어는 진실성에 대한 윤리적 개념으로 발전하여 중요한 미덕으로 간주되며, 자신의 생각, 말 및 행동에서 진실하고 현실과 일치하는 것을 의미한다.
베다의 르타는 아베스타의 아샤와 같은 기원에서 파생된 것으로 생각된다. 파생 명사 르타는 “고정되거나 정착된 질서, 규칙, 신성한 법 또는 진리”로 정의된다. 그러나 마호니(1998)가 지적했듯이 이 용어는 “적합한 방식으로 움직인 것”으로 번역될 수 있으며 - 권위 있는 산스크리트어 사전에서는 이 의미를 실제로 인용하지는 않지만 어근에서 규칙적으로 파생된 것 - 추상적으로는 “보편적 법칙” 또는 “우주 질서” 또는 단순히 “진리”로 번역할 수도 있다. 후자의 의미는 아베스타어에서 아샤의 동음이의어로 주로 사용된다.
베다 산스크리트어의 특성상 르타라는 용어는 직간접적으로 수많은 것을 나타내는 데 사용될 수 있으며, 인도와 유럽 학자들 모두 베다에서 르타가 다양하게 사용되는 것에 대해 적절한 해석을 내리는 데 어려움을 겪어왔지만 “질서 있는 행동”이라는 기본 의미는 보편적으로 분명하게 남아 있다.
이 용어는 인도이란인의 종교인 원시 인도이란 종교에서도 발견된다. 다르마라는 용어는 이미 후기 브라만 사상에서 사용되었는데, 여기서 다르마는 르타의 한 측면으로 생각되었다.

### 신화
베다 의식의 기초에 있는 중심 신화는 소마를 마시고 취한 용(아히) 브리트라를 죽이고 강, 소, 여명을 해방시키는 인드라를 위주로 하고 있다.
베다 신화는 페르시아, 그리스, 로마, 켈트, 게르만, 발트, 슬라브 신화 등 인도유럽 신화 전통에 공통적인 수많은 요소를 포함하고 있다. 베다의 신 인드라는 부분적으로 천부신인 디아우스 피타르, 제우스, 유피테르, 토르와 티르, 또는 페룬에 해당한다. 죽은 자들의 영주인 야마라는 신은 페르시아 신화의 이마와 관련이 있다는 가설이 세워졌다. 베다 찬가들은 이들과 다른 신들을 가리키며, 종종 33개는 8명의 바수들, 11명의 루드라들, 12명의 아디트야들, 그리고 후기 리그베다의 프라자파티로 구성된다. 이 신들은 우주 또는 하늘, 땅, 중간계의 삼계에 속한다.
베다 전승의 주요 신들로는 인드라, 디아우스, 수리야, 아그니, 우샤스, 바유, 바루나, 미트라, 아디티, 야마, 소마, 사라스바티, 프리티비, 루드라 등이 있다.

## 베다 시대 이후

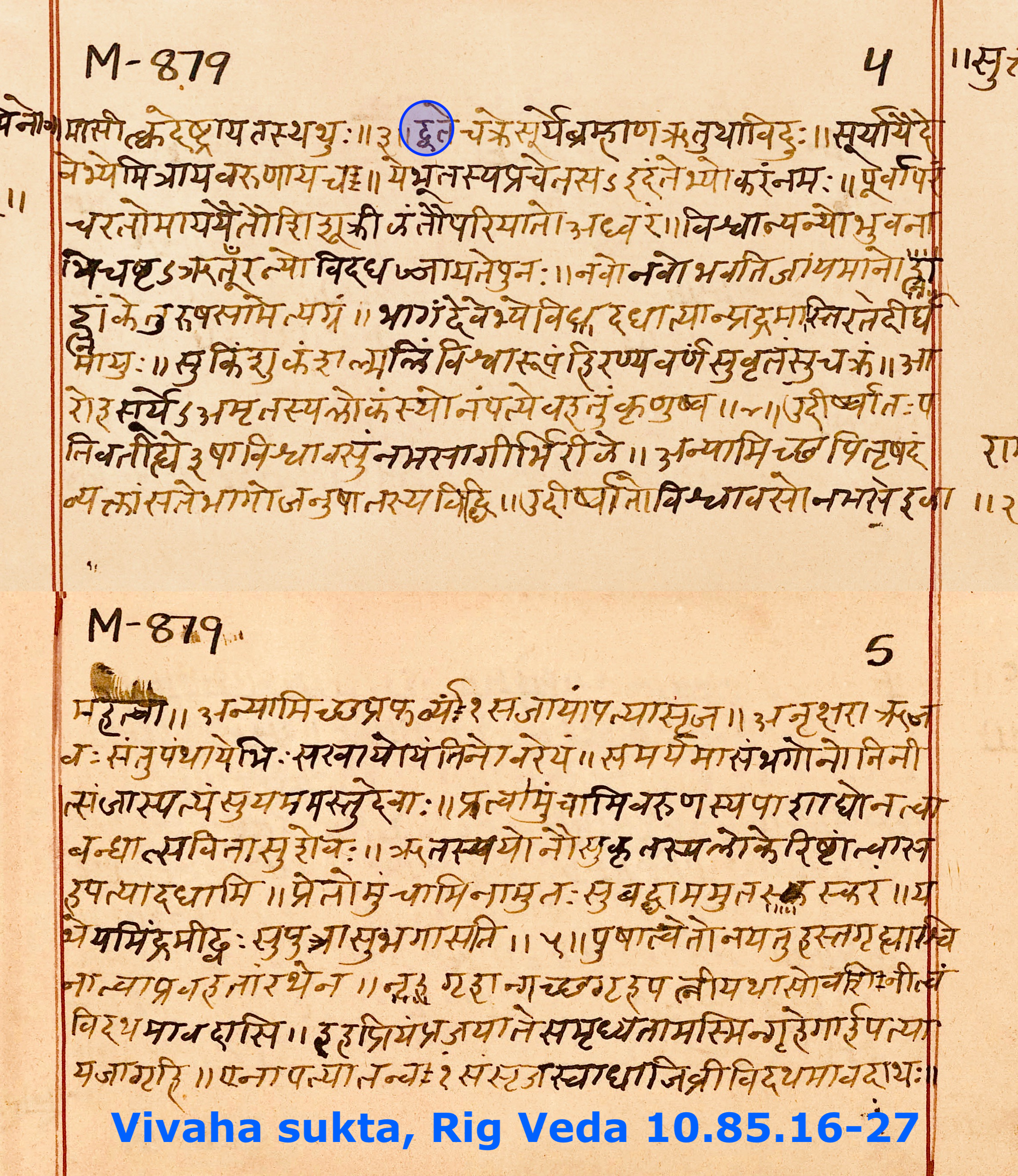
리그베다의 찬송가 10.85는 비바하 숙타(위)를 포함하고 있다. 그 숙타는 힌두교의 결혼 의식의 일부로 계속해서 이어지고 있다.

베다 시대는 기원전 500년경에 끝난 것으로 알려져 있다. 기원전 800년에서 기원전 200년 사이의 시기는 후기 힌두교, 자이나교, 불교의 형성기이다. 마이클에 따르면 기원전 500년에서 기원전 200년 사이의 시기는 “금욕주의 개혁주의”의 시기이며, 기원전 200년에서 기원전 1100년 사이의 시기는 “베다 종교와 힌두 종교 사이의 전환점”이 있기 때문에 “고전 힌두교”의 시기이다. 뮤세는 더 긴 변화의 시기, 즉 기원전 800년에서 기원전 200년 사이를 '고전 시대'라고 부르며 전통적인 종교적 관습과 신념이 재평가된 시기”로 파악한다. 브라만과 그들이 수행하던 의식은 더 이상 베다 시대와 같은 명성을 누리지 못했다.
비록 "상호 연관된 전통들의 전체 복합적인 것에 대해 단일 용어를 갖는 것도 편리하다"고 할지라도, 브라만교는 이전의 브라만교와 상당히 다른 힌두교로 진화했다. 고대 브라만교에서 힌두교 학파로의 전환은 비베다 전통과의 상호작용에서 진화의 한 형태였다. 이러한 전환은 베다에서 발견되는 많은 중심 사상과 신지학을 보존하는 동시에 비베다 사상을 통합하는 시너지 효과를 냈다. 힌두교의 일부 학파인 베단타, 상키야 및 요가 학파는 존재의 고통에서 벗어나는 것에 대한 관심을 불교와 공유한다.

### 정통 의식의 계승
악셀 마이클스에 따르면, 베다 신들은 쇠퇴했지만 사라지지 않았고, 지역의 신앙들은 베다 판테온에 동화되었고, 이는 힌두교의 판테온으로 바뀌었다. 시바와 비슈누 같은 신들은 더욱 두드러졌고, 시바파와 비슈누파를 낳았다.
데이비드 나이페에 따르면 케랄라주와 안드라프라데시주 등 인도의 일부 지역사회에서는 고대 베다 종교의 일부를 보존하고 지속적으로 실천하고 있다. 역사학자이자 산스크리트어 언어학자인 마이클 위첼에 따르면 칼라쉬인들의 의식 중 일부는 고대 베다 종교의 요소를 가지고 있지만 베다 종교와 달리 제단 안이 아닌 제단 옆에 불이 존재하는 등 약간의 차이점도 존재한다.

### 미맘사와 베단타
미맘사 철학자들은 베다나 신을 구성하는 저자가 의식을 검증할 필요가 없었듯이, 세계를 위한 창조자를 상정할 필요가 없다고 주장한다. 미맘사는 베다에 이름을 올린 신들은 자신의 이름을 말하는 만트라를 제외하고는 존재하지 않는다고 주장한다. 그런 점에서 이들은 신들의 힘이 곧 만트라의 힘이라고 간주한다.
파울러는 우파니샤드에서 베다 전통을 이어온 것에 대해 다음과 같이 쓰고 있다:
| “ | '베다'와 관련하여 우파니샤드는 근본적으로 다른 성격을 가지고 있음에도 불구하고 양자의 소재가 '베다' 혹은 '지식', 즉 '슈루티' 문학을 형성하고 있음을 기억해야 한다. 따라서 '우파니샤드'는 그들의 의식 형식주의를 넘어 '베다'의 사상을 발전시키며, 그들과 고립된 것으로 보아서는 안 된다. 베단타에서 더욱 강조되는 베다, 즉 베다 의식의 효능이 거부되는 것이 아니라, 그것을 알려주는 실재에 대한 탐색이 있을 뿐이다. | ” |

우파니샤드는 점차 힌두교 내 주요 사상 학파 중 하나인 베단타로 발전했다. 베단타는 스스로를 “베다의 목적 또는 목표[최종]”라고 여긴다.

### 슈라마나 전통
비베다 슈라마나 전통은 브라만교와 함께 존재했다. 이것들은 베다 종교의 직접적인 파생물이 아니라 "인도 북동부의 훨씬 더 오래된 아리아인 이전 상류층의 우주론과 인류학"을 반영하는 브라만교 전통과 상호 영향을 가진 운동이었다. 자이나교와 불교는 슈라마나 전통으로부터 발전했다.
22명의 선사시대 티르탕카라들에 대한 자이나교의 언급이 있다. 이 견해에 따르면, 자이나교는 마하비라(전통적으로 기원전 6세기에 놓임) 당시에 절정에 달했다. 전통적으로 기원전 500년경부터 시작된 불교는 5세기에서 12세기에 걸쳐 인도에서 힌두교와 이슬람교의 세가 강해지며 쇠퇴했다.

## 같이 보기
- 페르시아 신화
- 조로아스터교

### 인용주
1. 1 2  Michaels (2004, 38쪽): "The legacy of the Vedic religion in Hinduism is generally overestimated. The influence of the mythology is indeed great, but the religious terminology changed considerably: all the key terms of Hinduism either do not exist in Vedic or have a completely different meaning. The religion of the Veda does not know the ethicised migration of the soul with retribution for acts (karma), the cyclical destruction of the world, or the idea of salvation during one's lifetime (jivanmukti; moksa; nirvana); the idea of the world as illusion (maya) must have gone against the grain of ancient India, and an omnipotent creator god emerges only in the late hymns of the rgveda. Nor did the Vedic religion know a caste system, the burning of widows, the ban on remarriage, images of gods and temples, Puja worship, Yoga, pilgrimages, vegetarianism, the holiness of cows, the doctrine of stages of life (asrama), or knew them only at their inception. Thus, it is justified to see a turning point between the Vedic religion and Hindu religions."
Jamison, Stephanie; Witzel, Michael (1992). “Vedic Hinduism” (PDF). Harvard University. 3쪽.: "... to call this period Vedic Hinduism is a contradictio in terminis since Vedic religion is very different from what we generally call Hindu religion – at least as much as Old Hebrew religion is from medieval and modern Christian religion. However, Vedic religion is treatable as a predecessor of Hinduism."
See also Halbfass 1991, 1–2쪽
2. ↑  Scholars regard Hinduism as a synthesis[144][145] of various Indian cultures and traditions,[144][146] with diverse roots and no single founder.[147] Among its roots are the Vedic religion[146] of the late Vedic period and its emphasis on the status of Brahmans,[148] but also the religions of the Indus Valley civilisation,[149] the Sramana[150] or renouncer traditions[146] of east India,[150] and "popular or local traditions".[146] This Hindu synthesis emerged after the Vedic period, between ca. 500[144]–200[151] BCE and ca. 300 CE,[144] in the period of the Second Urbanisation and the early classical period of Hinduism, when the Epics and the first Purānas were composed.[144][151]

1. 1 2 3  The Indo-Aryans were pastoralists[18] who migrated into north-western India after the collapse of the Indus Valley civilization,[25][31][32] bringing with them their language[33] and religion.[34][35] They were closely related to the Indo-Aryans who founded Mitanni kingdom in northern Syria[36] (c.1500–1300 BCE).
Both groups were rooted in the Andronovo-culture[37] in the Bactria–Margiana era, in present northern Afghanistan,[36] and related to the Indo-Iranians, from which they split off around 1800–1600 BCE.[38] Their roots go back further to the Sintashta culture, with funeral sacrifices which show close parallels to the sacrificial funeral rites of the Rig Veda.[39]
The immigrations consisted probably of small groups of people.[12] Kenoyer (1998) notes that "there is no archaeological or biological evidence for invasions or mass migrations into the Indus Valley between the end of the Harappan phase, about 1900 B.C. and the beginning of the Early Historic period around 600 B.C."[40]
For an overview of the current relevant research, see the following references.[41][42][43][12]
2. 1 2 3  Scholars such as Jan Gonda have used the term ancient Hinduism, distinguishing it from "recent Hinduism". Stephanie W. Jamison and Michael Witzel (1992) "... to call this period Vedic Hinduism is a contradictio in terminis since Vedic religion is very different from what we generally call Hindu religion – at least as much as Old Hebrew religion is from medieval and modern Christian religion. However, Vedic religion is treatable as a predecessor of Hinduism".[26]
According to the Encyclopædia Britannica, from the Vedic religion emerged Brahmanism, a religious tradition of ancient India. It states, "Brahmanism emphasized the rites performed by, and the status of, the Brahman, or priestly, class as well as speculation about Brahman (the Absolute reality) as theorized in the Upanishads (speculative philosophical texts that are considered to be part of the Vedas, or scriptures)."[71] From Brahmanism developed Hinduism, when it was synthesized with the non-Vedic Indo-Aryan religious heritage of the eastern Ganges plain and with local religious traditions.[17][2][1][18]
3. ↑  Michaels: "They called themselves arya ('Aryans', literally 'the hospitable', from the Vedic arya, 'homey, the hospitable') but even in the Rgveda, arya denotes a cultural and linguistic boundary and not only a racial one."[25]
4. ↑  There is no exact dating possible for the beginning of the Vedic period. Witzel mentions a range between 1900 and 1400 BCE.[28] Flood (1996) mentions 1500 BCE.[29]
5. ↑  Some writers and archaeologists have opposed the notion of a migration of Indo-Aryans into India,[44][45][25][46] due to a lack of archaeological evidence and signs of cultural continuity,[25] hypothesizing instead a slow process of acculturation[25] or transformation.[31] According to Upinder Singh, "The original homeland of the Indo-Europeans and Indo-Aryans is the subject of continuing debate among philologists, linguists, historians, archaeologists, and others. The dominant view is that the Indo-Aryams came to the subcontinent as immigrants. Another view, advocated mainly by some Indian scholars, is that they were indigenous to the subcontinent."[46] Edwin Bryant used the term "Indo-Aryan controversy" for an oversight of the Indo-Aryan migration theory, and some of its opponents.[47]
Mallory and Adams note that two types of models "enjoy significant international currency", namely the Anatolian hypothesis, and a migration out of the Eurasian steppes.[48] Linguistic and archaeological data clearly show a cultural change after 1750 BCE,[25] with the linguistic and religious data clearly showing links with Indo-European languages and religion.[49] According to Singh, "The dominant view is that the Indo-Aryans came to the subcontinent as immigrants."[46]
An overview of the "Indigenist position" can be obtained from Bryant & Patton (2005).[47] See also the article Indigenous Aryans
6. ↑  See Kuzʹmina (2007), The Origin of the Indo-Iranians, p. 339, for an overview of publications up to 1997 on this subject.
7. ↑  Up to the late 19th century, the Nuristanis of Afghanistan observed a primitive form of Hinduism until they were forcibly converted to Islam under the rule of Abdur Rahman Khan.[64][65][66] However, aspects of the historical Vedic religion survived in other corners of the Indian subcontinent, such as Kerala, where the Nambudiri Brahmins continue the ancient Śrauta rituals. The Kalash people residing in northwest Pakistan also continue to practice a form of the ancient Vedic religion.[61][67]
8. ↑  For the metaphysical concept of Brahman, see: Lipner, Julius (2012). 《Hindus: Their Religious Beliefs and Practices》. Routledge. 251–252, 283, 366–369쪽. ISBN 978-1-135-24061-5; Perrett, Roy W. (1998). 《Hindu Ethics: A Philosophical Study》. University of Hawaii Press. 53–54쪽. ISBN 978-0-8248-2085-5.
9. ↑  Upanishads thought to date from the Vedic period are Bṛhadāraṇyaka, Chāndogya, Jaiminiya Upanishad Brahmana.
10. ↑  Cromwell: "Alongside Brahmanism was the non-Aryan Shramanic culture with its roots going back to prehistoric times."[158]

### 참조주
1. 1 2 3 4 5 6  Bronkhorst 2007.
2. 1 2 3 4 5 6 7 8  Samuel 2010.
3. ↑  "바라문교"[깨진 링크(과거 내용 찾기)], 글로벌 세계 대백과사전. 2011년 2월 13일에 확인.
4. 1 2 3 4 5 6 7 8  Heesterman 2005, 9552–9553쪽.
5. 1 2  〈Vedic religion〉. 《Encyclopedia Britannica》.
6. 1 2 3  Sullivan 2001, 9쪽.
7. ↑  Samuel 2010, 97–99, 113–118쪽.
8. 1 2  Knipe 2015, 41–45, 220–223쪽.
9. 1 2  Witzel, Michael (2004). 〈Kalash Religion (extract from 'The Ṛgvedic Religious System and its Central Asian and Hindukush Antecedents〉.   Griffiths, A.; Houben, J.E.M. 《The Vedas: Texts, language, and ritual》. Groningen: Forsten. 581–636쪽.
10. 1 2  “Kalasha religion” (PDF). section 1.5.2.
11. ↑  Michaels 2004, 38쪽.
12. 1 2 3 4  Anthony 2007.
13. ↑  White 2003.
14. 1 2 3  Anthony 2007, 462쪽.
15. 1 2 3  Beckwith 2011, 32쪽.
16. 1 2  White 2003, 28쪽.
17. 1 2 3  〈Vedic religion〉. 《Encyclopedia Britannica》. It [Vedic religion] takes its name from the collections of sacred texts known as the Vedas. Vedism is the oldest stratum of religious activity in India for which there exist written materials. It was one of the major traditions that shaped Hinduism.
18. 1 2 3 4 5 6 7 8 9 10  Witzel 1995.
19. 1 2  Prasoon, Shrikant (2010년 8월 11일). 〈Ch. 2, Vedang, Kalp〉. 《Indian Scriptures》. Pustak Mahal. ISBN 978-81-223-1007-8.
20. 1 2  Griffith, Ralph Thomas Hotchkin (1987) [1899]. 《The Texts of the White Yajurveda. Translated with a popular commentary》 Reprint판. Benaras: E. J. Lazarus and Co. ISBN 81-215-0047-8.
21. ↑  Stephanie Jamison (2015). 《The Rigveda — Earliest Religious Poetry of India》. Oxford University Press. 1393, 1399쪽. ISBN 978-0190633394.
22. 1 2  Jan C. Heesterman (1987) (1987), Vedism and Brahmanism, MacMillan Encyclopedia of Religion
23. ↑  Kuz'mina 2007, 319쪽.
24. ↑  Singh 2008, 185쪽.
25. 1 2 3 4 5 6  Michaels 2004, 33쪽.
26. 1 2  Jamison, Stephanie; Witzel, Michael (1992). “Vedic Hinduism” (PDF). Harvard University. 2–4쪽. 2018년 8월 4일에 확인함.
27. ↑  Michaels 2004, 32–36쪽.
28. ↑  Witzel 1995, 3–4쪽.
29. ↑  Flood 1996, 21쪽.
30. 1 2 3  Bronkhorst 2016, 9–10쪽.
31. 1 2  Flood 1996, 30–35쪽.
32. ↑  Hiltebeitel 2007, 5쪽.
33. ↑  Samuel 2010, 53–56쪽.
34. ↑  Flood 1996, 30쪽.
35. ↑  Hiltebeitel 2007, 5–7쪽.
36. 1 2 3  Anthony 2007, 454쪽.
37. ↑  Anthony 2007, 410–411쪽.
38. ↑  Anthony 2007, 408쪽.
39. ↑  Anthony 2007, 375, 408–411쪽.
40. ↑  Kenoyer, M. (1998). 《Ancient Cities of the Indus Valley Civilization》. Oxford, U.K.: Oxford University Press. 174쪽.
41. ↑  Witzel, Michael (2001). “Autochthonous Aryans? The Evidence from Old Indian and Iranian Texts” (PDF). 《Electronic Journal of Vedic Studies (EJVS)》 7 (3): 1–93.
42. ↑  Ratnagar, Shereen (2008). 〈The Aryan homeland debate in India〉.   Kohl, P. L.; Kozelsky, M.; Ben-Yehuda, N. 《Selective Remembrances: Archaeology in the construction, commemoration, and consecration of national pasts》. 349–378쪽.
43. ↑  Bhan, Suraj (2002). 〈Aryanization of the Indus Civilization〉.   Panikkar, K. N.; Byres, T. J.; Patnaik, U. 《The Making of History》. 41–55쪽.
44. ↑  Bryant 2001.
45. ↑  Bryant, Edwin. 2001. The Indo-Aryan Controversy, p. 342
46. 1 2 3  Singh 2008, 186쪽.
47. 1 2  Bryant & Patton 2005.
48. ↑  Mallory & Adams 2006, 460–461쪽.
49. ↑  Flood 1996, 33쪽.
50. ↑  Pletcher, Kenneth (2010). 《The History of India》. Britannica Educational Publishing. 60쪽.
51. ↑  Roger D. Woodard (2006년 8월 18일). 《Indo-European Sacred Space: Vedic and Roman Cult》. University of Illinois Press. 242–쪽. ISBN 978-0-252-09295-4.
52. ↑  Anthony 2007, 454–455쪽.
53. 1 2 3  Anthony 2007, 49쪽.
54. ↑  Anthony 2007, 50쪽.
55. ↑  Flood 2008, 68쪽.
56. ↑  Melton & Baumann 2010, 1412쪽.
57. ↑  White 2006, 28쪽.
58. ↑  Samuel 2010, 48–51, 61–93쪽.
59. ↑  Hiltebeitel 2007, 8–10쪽.
60. 1 2  Jamison, Stephanie; Witzel, Michael (1992). “Vedic Hinduism” (PDF). Harvard University. 1–5, 47–52, 74–77쪽. 2018년 8월 4일에 확인함.
61. 1 2 3  West, Barbara A. (2010년 5월 19일). 《Encyclopedia of the Peoples of Asia and Oceania》 (영어). Infobase Publishing. 357쪽. ISBN 9781438119137. The Kalasha are a unique people living in just three valleys near Chitral, Pakistan, the capital of North-West Frontier Province, which borders Afghanistan. Unlike their neighbors in the Hindu Kush Mountains on both the Afghani and Pakistani sides of the border the Kalasha have not converted to Islam. During the mid-20th century a few Kalasha villages in Pakistan were forcibly converted to this dominant religion, but the people fought the conversion and once official pressure was removed the vast majority continued to practice their own religion. Their religion is a form of Hinduism that recognizes many gods and spirits ... given their Indo-Aryan language, ... the religion of the Kalasha is much more closely aligned to the Hinduism of their Indian neighbors that to the religion of Alexander the Great and his armies.
62. ↑  Samuel 2010, 113쪽.
63. ↑  Knipe 2015, 1–50쪽.
64. ↑  Minahan, James B. (2014). 《Ethnic Groups of North, East, and Central Asia: An Encyclopedia》 (영어). ABC-CLIO. 205쪽. ISBN 9781610690188. Living in the high mountain valleys, the Nuristani retained their ancient culture and their religion, a form of the ancient Vedic religion with many customs and rituals developed locally. Certain deities were revered only by one tribe or community, but one deity was universally worshipped by all Nuristani as the Creator, the Hindu god Yama Raja, called imr'o or imra by the Nuristani tribes.
65. ↑  Barrington, Nicholas; Kendrick, Joseph T.; Schlagintweit, Reinhard (2006년 4월 18일). 《A Passage to Nuristan: Exploring the mysterious Afghan hinterland》 (영어). I.B. Tauris. 111쪽. ISBN 9781845111755. Prominent sites include Hadda, near Jalalabad, but Buddhism never seems to have penetrated the remote valleys of Nuristan, where the people continued to practice an early form of polytheistic Hinduism.
66. ↑  Weiss, Mitch; Maurer, Kevin (2012년 12월 31일). 《No Way Out: A story of valor in the mountains of Afghanistan》 (영어). Berkley Caliber. 299쪽. ISBN 9780425253403. Up until the late nineteenth century, many Nuristanis practiced a primitive form of Hinduism. It was the last area in Afghanistan to convert to Islam—and the conversion was accomplished by the sword.
67. ↑  Bezhan, Frud (2017년 4월 19일). “Pakistan's Forgotten Pagans get their Due” (영어). Radio Free Europe/Radio Liberty. 2017년 7월 31일에 확인함. About half of the Kalash practice a form of ancient Hinduism infused with old pagan and animist beliefs.
68. ↑  Witzel, Michael (2012). 《The Origin of the World's Mythologies》.
69. ↑  Witzel, Michael (2005). 《Vala and Iwato: The Myth of the Hidden Sun in India, Japan, and beyond》 (PDF).
70. 1 2  von Stietencron 2005, 231–237 with footnotes쪽.
71. ↑  〈Brahmanism〉. 《Encyclopedia Britannica》. 2023년 9월 15일.
72. 1 2 3  Laumakis 2008.
73. ↑  Basham 1989, 74–75쪽.
74. ↑  〈yaksha〉. 《Encyclopædia Britannica》.
75. ↑  Županov, Ines G. (2005). 《Missionary Tropics: The Catholic Frontier in India (16th–17th Centuries)》. University of Michigan Press. 18ff쪽. ISBN 0-472-11490-5.
76. ↑  Maritain, Jacques; Watkin, E. I. (2005). 《An Introduction to Philosophy》. Rowman & Littlefield. 7쪽. ISBN 978-0-7425-5053-7.
77. ↑  Robinson, Catherine A. (2014). 《Interpretations of the Bhagavad-Gita and Images of the Hindu Tradition: The song of the Lord》. Routledge. page 164, footnote 9. ISBN 978-1-134-27891-6.
78. ↑  Maritain, Jacques (2005). 《An Introduction to Philosophy》. Rowman & Littlefield. pages 6–7 footnote 1. ISBN 978-0-7425-5053-7. This [the primitive religion of the Vedas] resulted, after a period of confusion, in the formation of a new system, Brahmanism (or Hinduism), which is essentially a philosophy, a metaphysic, a work of human speculation, ...; [footnote 1]... the neuter, Brahman, as the one impersonal substance.
79. ↑  Leaman, Oliver (2002). 《Eastern Philosophy: Key Readings》. Routledge. 64–65쪽. ISBN 978-1-134-68918-7. The early Upanishads are primarily metaphysical treatises concerned with identifying the Brahman, the ground of the universe. ... The essence of early Brahmanism is the search for the Absolute and its natural development is in Vedantin monism which claims that the soul is identical with the Absolute.
80. ↑  Biardeau, Madeleine (1994). 《Hinduism: The anthropology of a civilization》. Oxford University Press. 17–22쪽. ISBN 978-0-19-563389-4.
81. ↑  Monier-Williams, Monier (1891). 《Brāhmanism and Hindūism: Or, Religious Thought and Life in India, as Based on the Veda and Other Sacred Books of the Hindūs》. J. Murray. 2–3쪽.
82. ↑  Sullivan 2001, 137쪽.
83. ↑  Lochtefeld, James (2001). 〈Brahman〉. 《The Illustrated Encyclopedia of Hinduism》. 1: A–M. Rosen Publishing. 122쪽. ISBN 978-0823931798.
84. ↑  Michaels 2004, 37–39쪽.
85. ↑  Bronkhorst 2017, 363쪽.
86. ↑  Bronkhorst, Johannes (2011). 《Buddhism in the Shadow of Brahmanism》. Leiden: Brill. ISBN 978-90-04-20140-8. OCLC 729756183.
87. ↑  Chande, M. B. (1998). 《Kautilyan Arthasastra》. New Delhi: Atlantic Publishers and Distributors. ISBN 81-7156-733-9. OCLC 71205138.
88. 1 2  Bronkhorst 2015, 2쪽.
89. ↑  틀:Cite q
90. ↑  'Hindutva Is Nothing But Brahminism', Outlook, 5 April 2002.
91. 1 2  Raf Gelders, Willem Delders (2003),Mantras of Anti-Brahmanism: Colonial Experience of Indian Intellectuals, Economic and Political Weekly 38(43):4611–4617. DOI:10.2307/4414197
92. ↑  Goodall, Dominic (2001). 《Hindu Scriptures》. Motilal Banarsidass. ix–xx쪽. ISBN 978-81-208-1770-8.
93. ↑  Kramer, Kenneth (January 1986). 《World Scriptures: An Introduction to Comparative Religions》. Paulist Press. 34ff쪽. ISBN 978-0-8091-2781-8.
94. ↑  David Christian (2011년 9월 1일). 《Maps of Time: An Introduction to Big History》. University of California Press. 18ff쪽. ISBN 978-0-520-95067-2.
95. ↑  Singh 2008, 206ff쪽.
96. ↑  Boyer, A. M. (1901). “Etude sur l'origine de la doctrine du samsara”. 《Journal Asiatique》 9 (18): 451–453, 459–468.
97. ↑  Krishan, Yuvraj (1997). 《Bharatiya Vidya Bhavan》. Bharatiya Vidya Bhavan. ISBN 978-81-208-1233-8.
98. ↑  Laumakis 2008, 90–99쪽.
99. ↑  Ranade, R. D. (1926). 《A Constructive Survey of Upanishadic Philosophy》. Bharatiya Vidya Bhavan. 147–148쪽. ... in certain other places [of Rigveda], an approach is being made to the idea of Transmigration. ... There we definitely know that the whole hymn is address to a departed spirit, and the poet [of the Rigvedic hymn] says that he is going to recall the departed soul in order that it may return again and live.
100. ↑  Laumakis 2008, 90쪽.
101. ↑  Atsushi Hayakawa (2014). 《Circulation of Fire in the Veda》. LIT Verlag Münster. 66–67, 101–103쪽. ISBN 978-3-643-90472-0.
102. ↑  Sayers, Matthew R. (2013). 《Feeding the Dead: Ancestor worship in ancient India》. Oxford University Press. 1–9쪽. ISBN 978-0-19-989643-1.
103. ↑  Sayers, Matthew Rae. 《Feeding the ancestors: ancestor worship in ancient Hinduism and Buddhism》 (학위논문). University of Texas. 12쪽.
104. ↑  Sayers, Matthew R. (2015년 11월 1일).  McGovern, Nathan, 편집. “Feeding the Dead: Ancestor worship in ancient India”. 《The Journal of Hindu Studies》 8 (3): 336–338. doi:10.1093/jhs/hiv034. ISSN 1756-4255.
105. ↑  Keown, Damien (2013). 《Buddhism: A very short introduction》. Oxford University Press. 28, 32–38쪽. ISBN 978-0-19-966383-5.
106. ↑  Tull, Herman Wayne (1989). 《The Vedic Origins of Karma: Cosmos as man in ancient Indian myth and ritual》. State University of New York Press. 1–3, 11–12쪽. ISBN 978-0-7914-0094-4.
107. ↑  “Brihadaranyaka Upanishad 4.4.5–6”. Berkley Center for Religion Peace & World Affairs. Georgetown University. 2012. 2013년 4월 13일에 원본 문서에서 보존된 문서.
108. ↑  Sayers, Matthew R. (2015). “The Śrāddha: The Development of Ancestor Worship in Classical Hinduism”. 《Religion Compass》 (영어) 9 (6): 182–197. doi:10.1111/rec3.12155. ISSN 1749-8171.
109. ↑  Flood 2008, 273쪽.
110. 1 2 3 4 5 6 7 8 9 10 11 12 13 14 15 16  Renou, Louis (1947). 《Vedic India》. Susil Gupta. 101–110쪽.
111. ↑  Jamison, Stephanie; Brereton, Joel (2014). 《The Rigveda: The Earliest Religious Poetry of India》. Oxford University Press. 32쪽.
112. ↑  Bloomfield, Maurice (2004년 6월 1일). 《Hymns of the Atharva Veda》. Kessinger Publishing. 1–8쪽. ISBN 1419125087.
113. 1 2 3 4  《The Vedas: With Illustrative Extracts》. 번역 Ralph Thomas Hotchkin Griffith; T. B. Griffith. Book Tree, 2003. 2003. 56–57쪽. ISBN 9781585092239.
114. ↑  Singhal, K. C.; Gupta, Roshan (2003). 〈Vedic period: A new interpretation〉. 《The Ancient History of India》. Atlantic Publishers and Distributors. 150쪽. ISBN 8126902868.
115. ↑  〈Haoma i. Botany〉. 《Encyclopædia Iranica》.
116. ↑  Renou, Louis (1985) [1947]. 《L'Inde Classique》. Librairie d'Ameriqe et d'Orient 1. Paris. 328쪽. ISBN 2-7200-1035-9.
117. ↑  Staal, Frits (2008). 《Discovering the Vedas: Origins, mantras, rituals, insights》. Penguin Books. 3, 365쪽. ISBN 978-0-14-309986-4.
118. ↑  Olivelle, Patrick (1992). 《The Samnyasa Upanisads: Hindu scriptures on asceticism and renunciation》. Oxford University Press. 92, 140–146쪽. ISBN 978-0-19-536137-7.
119. ↑  Dalal, Roshen (2010). 《Hinduism: An Alphabetical Guide》. Penguin Books. 48쪽. ISBN 978-0-14-341421-6.
120. ↑  Dalal, Roshen (2010). 《Hinduism: An alphabetical guide》. Penguin Books. 49쪽. ISBN 978-0-14-341421-6.
121. ↑  Dalal, Roshen (2010). 《Hinduism: An alphabetical guide》. Penguin Books. 66–67쪽. ISBN 978-0-14-341421-6.
122. ↑  Dalal, Roshen (2010). 《Hinduism: An alphabetical guide》. Penguin Books. 175쪽. ISBN 978-0-14-341421-6.
123. ↑  Dalal, Roshen (2010). 《Hinduism: An alphabetical guide》. Penguin Books. 200–201쪽. ISBN 978-0-14-341421-6.
124. ↑  Dalal, Roshen (2010). 《Hinduism: An alphabetical guide》. Penguin Books. 447–448쪽. ISBN 978-0-14-341421-6.
125. ↑  Dalal, Roshen (2010). 《Hinduism: An alphabetical guide》. Penguin Books. 74쪽. ISBN 978-0-14-341421-6.
126. ↑  Dalal, Roshen (2010). 《Hinduism: An alphabetical guide》. Penguin Books. 218쪽. ISBN 978-0-14-341421-6.
127. ↑  Bodewitz, Henk W. (2019). 《Vedic Cosmology and Ethics: Selected Studies》 (영어). Brill. ISBN 978-90-04-39864-1.
128. 1 2  Tiwari, K. N. (1998). 《Classical Indian Ethical Thought》. Motilal Banarsidass. 87쪽. ISBN 978-8120816077.
129. ↑  A Dhand (2002), The dharma of ethics, the ethics of dharma: Quizzing the ideals of Hinduism, Journal of Religious Ethics, 30(3), pages 347–372
130. ↑  Monier-Williams (1899:223b)
131. ↑  Mahony (1998:3).
132. ↑  Oldenberg (1894) p 30. Cf. also Thieme (1960) p 308.
133. ↑  Cf. Ramakrishna (1965) pp. 45–46
134. ↑  Duchesne-Guillemin 1963, 46쪽.
135. ↑  Day, Terence P. (1982). 《The Conception of Punishment in Early Indian Literature》. Ontario: Wilfrid Laurier University Press. 42–45쪽. ISBN 0-919812-15-5.
136. ↑  Macdonell, A.A. (1995). 《Vedic Mythology》. Delhi: Motilal Banarsidass. ISBN 81-208-1113-5 – Google Books 경유.
137. ↑  Singh, N. (1992). “The vivaha (marriage) Samskara as a paradigm for religio-cultural integration in Hinduism”. 《Journal for the Study of Religion》 5 (1): 31–40. JSTOR 24764135.
138. ↑  Vivekananda, Swami (2005). 《Prabuddha Bharata》 [Awakened India]. Prabuddha Bharata Press. 362, 594쪽. ISBN 9788178231686.
139. ↑  Michaels 2004, 36–38쪽.
140. ↑  Flood 1996, 82, 224–49쪽.
141. ↑  Michaels 2004, 36쪽.
142. ↑  Muesse 2003, 115쪽.
143. ↑  Eliade, Mircea (2011). 《From Gautama Buddha to the Triumph of Christianity》. History of Religious Ideas 2. University of Chicago Press. 44–46쪽. ISBN 978-0-226-02735-7.
144. 1 2 3 4 5  Hiltebeitel 2007, 12쪽.
145. ↑  Samuel 2010, 193쪽.
146. 1 2 3 4  Flood 1996, 16쪽.
147. ↑  Osborne 2005, 9쪽.
148. ↑  Samuel 2010, 48-53쪽.
149. ↑  Hiltebeitel 2007, 3쪽.
150. 1 2  Gomez 2013, 42쪽.
151. 1 2  Larson 2009.
152. ↑  Eliade, Mircea (2011). 《From Gautama Buddha to the Triumph of Christianity》. History of Religious Ideas 2. University of Chicago Press. 49–54쪽. ISBN 978-0-226-02735-7.
153. ↑  Michaels 2004, 40쪽.
154. ↑  Neville, Robert (2001). 《Religious Truth》. SUNY Press. 51쪽. ISBN 9780791447789.
155. ↑  Coward, Harold (2008). 《The perfectibility of human nature in eastern and western thought》. SUNY Press. 114쪽. ISBN 9780791473368.
156. ↑  Fowler, Jeaneane D. 《Perspectives of Reality: An introduction to the philosophy of Hinduism》. 46쪽.
157. ↑  Hume, Robert E. (1966). 《The American College Dictionary》. Random House. [Vedānta] is concerned with the end of the Vedas, both chronologically and teleologically.
158. 1 2 3  Crawford, S. Cromwell (1972). 〈review of L. M. Joshi, Brahmanism, Buddhism and Hinduism〉. 《Philosophy East and West》.
159. ↑  Kalghatgi, Dr. T.G. (1988). 《Study of Jainism》. Jaipur: Prakrit Bharti Academy.
160. ↑  Masih, Y. (2000). 《A Comparative Study of Religions》. Delhi, IN: Motilal Banarsidass. 18쪽. ISBN 81-208-0815-0. There is no evidence to show that Jainism and Buddhism ever subscribed to Vedic sacrifices, Vedic deities or caste. They are parallel or native religions of India and have contributed ... much to the growth of even classical Hinduism of the present times.
161. ↑  Jaini, P.S. (1979). 《The Jaina Path to Purification》. Delhi, IN: Motilal Banarsidass. 169쪽. Jainas themselves have no memory of a time when they fell within the Vedic fold. Any theory that attempts to link the two traditions, moreover fails to appreciate rather distinctive and very non-Vedic character of Jaina cosmology, soul theory, karmic doctrine and atheism.
162. ↑  Zimmer 1989, 217쪽.
163. ↑  Svarghese, Alexander P. (2008). 《India : History, religion, vision and contribution to the world》. 259–260쪽.
164. ↑  Helmuth von Glasenapp, Shridhar B. Shrotri. 1999. Jainism: an Indian religion of salvation. P.24. "Thus not only nothing, from the philosophical and the historical point of view, comes in the way of the supposition that Jainism was established by Parsva around 800 BCE, but it is rather confirmed in everything that we know of the spiritual life of that period."
165. ↑  Dundas, Paul (2002). 《The Jains》. 17쪽. Jainism, then, was in origin merely one component of a north Indian ascetic culture that flourished in the Ganges basin from around the eighth or seventh centuries BCE.
166. ↑  Ruhe, Brian. 《Freeing the Buddha: Diversity on a sacred path – large scale concerns》. 78–83쪽.
167. ↑  Sarao, K.T.S. 《A text book of the history of Theravāda Buddhism》. Dept. of Buddhist Studies. University of Delhi. 110쪽.
168. ↑  〈Buddhism〉. 《Encyclopædia Britannica》 Online Library판. 2009.

## 참고 문헌
- Anthony, David W. (2007). 《The Horse, the Wheel, and Language. How Bronze-Age riders from the Eurasian steppes shaped the modern world》. Princeton University Press.
- Basham, Arthur Llewellyn (1989). 《The Origins and Development of Classical Hinduism》. Oxford University Press. ISBN 9780195073492.
- Beckwith, Christopher I. (2011). 《Empires of the Silk Road. A history of central Eurasia from the Bronze Age to the present》. Princeton University Press.
- Bronkhorst, Johannes (2007). 《Greater Magadha: Studies in the Culture of Early India》. BRILL. ISBN 9789004157194.
- Bronkhorst, Johannes (2011), 《Buddhism in the Shadow of Brahmanism》, BRILL
- Bronkhorst, Johannes (2015), 〈The historiography of Brahmanism〉,   Otto; Rau; Rupke, 《History and Religion:Narrating a Religious Past》, Walter deGruyter
- Bronkhorst, Johannes (2016), 《How the Brahmains Won》, BRILL
- Bronkhorst, Johannes (2017), “Brahmanism: Its place in ancient Indian society”, 《Contributions to Indian Sociology》 51 (3): 361–369, doi:10.1177/0069966717717587, S2CID 220050987
- Bryant, Edwin (2001). 《The Quest for the Origins of Vedic Culture: The Indo-Aryan migration debate》. Oxford University Press.
- Bryant, Edwin F.; Patton, Laurie L., 편집. (2005). 《The Indo-Aryan Controversy: Evidence and inference in Indian history》. London: Routledge. ISBN 0-7007-1463-4.
- Duchesne-Guillemin, Jacques (Summer 1963), “Heraclitus and Iran”, 《History of Religions》 3 (1): 34–49, doi:10.1086/462470, S2CID 62860085
- Flood, Gavin D. (1996). 《An Introduction to Hinduism》. Cambridge University Press.
- Flood, Gavin (2008). 《The Blackwell Companion to Hinduism》. John Wiley & Sons. ISBN 9780470998687.
- Gomez, Luis O. (2013), 《Buddhism in India. In: Joseph Kitagawa, "The Religious Traditions of Asia: Religion, History, and Culture"》, Routledge, ISBN 9781136875908
- Halbfass, Wilhelm (1991), 《Tradition and Reflection》, SUNY Press, ISBN 9780791403617
- Heesterman, Jan (2005). 〈Vedism and Brahmanism〉.   Jones, Lindsay. 《The Encyclopedia of Religion》 14 2판. Macmillan Reference. 9552–9553쪽. ISBN 0-02-865733-0.
- Hiltebeitel, Alf (2002). 〈Hinduism〉.   Kitagawa, Joseph. 《The Religious Traditions of Asia: Religion, history, and culture》. Routledge. ISBN 9781136875977.
- Hiltebeitel, Alf (2007). 〈Hinduism〉.   Kitagawa, Joseph. 《The Religious Traditions of Asia: Religion, History, and Culture》 Digital printing판. Routledge. ISBN 9781136875908.
- Jamison, Stephanie W. (2006). “The Indo-Aryan controversy: Evidence and inference in Indian history” (PDF). Book review. 《Journal of Indo-European Studies》 34: 255–261.
- Kak, Subhash (2005). 〈Vedic astronomy and early Indian chronology〉.   Bryant, Edwin; Patton, Laurie. 《Indo-Aryan Controversy: Evidence and Inference in Indian History》. Routledge.
- King, Richard (1999). 《Orientalism and Religion: Post-Colonial Theory, India and "The Mystic East"》. Routledge.
- Knipe, David M. (2015). 《Vedic Voices: Intimate narratives of a living Andhra tradition》. Oxford, UK: Oxford University Press.
- Kuz'mina, Elena Efimovna (2007),  J. P. Mallory, 편집., 《The Origin of the Indo-Iranians》, Brill, ISBN 978-9004160545
- Larson, Gerald James (2009), 《Hinduism. In: "World Religions in America: An Introduction", pp. 179-198》, Westminster John Knox Press, ISBN 978-1-61164-047-2
- Laumakis, Stephen J. (2008년 2월 21일). 《An Introduction to Buddhist Philosophy》 (영어). Cambridge University Press. ISBN 9781139469661.
- Mallory; Adams (2006). 《The Oxford Introduction to Proto-Indo-European and the Proto-Indo-European World》. Oxford University Press.
- Melton, Gordon J.; Baumann, Martin (2010). 《Religions of the World: A comprehensive encyclopedia of beliefs and practices》. ABC-CLIO.
- Michaels, Axel (2004). 《Hinduism. Past and present》. Princeton, New Jersey: Princeton University Press.
- Muesse, Mark William (2003). 《Hinduism》. Great World Religions.
- Osborne, E (2005), 《Accessing R.E. Founders & Leaders, Buddhism, Hinduism and Sikhism Teacher's Book Mainstream》, Folens Limited
- Samuel, Geoffrey (2010). 《The Origins of Yoga and Tantra. Indic religions to the thirteenth century》. Cambridge University Press.
- Singh, Upinder (2008). 《A History of Ancient and Early Medieval India: From the Stone Age to the 12th century》. Pearson Education India. ISBN 978-81-317-1120-0.
- Smart, Ninian (2003). 《Godsdiensten van de wereld》 [The World's Religions]. Kampen: Uitgeverij Kok.
- von Stietencron, Heinrich (2005). 《Hindu Myth, Hindu History: Religion, art, and politics》. Orient Blackswan.
- Sullivan, Bruce M. (2001). 《The A to Z of Hinduism》. Rowman & Littlefield. ISBN 978-0-8108-4070-6.
- White, David Gordon (2003). 《Kiss of the Yogini》. Chicago: University of Chicago Press. ISBN 0-226-89483-5.
  - White, David Gordon (2006). 《Kiss of the Yogini: "Tantric Sex" in its South Asian Contexts》. University of Chicago Press. ISBN 9780226027838.
- Witzel, Michael (1995). “Early Sanskritization: Origin and Development of the Kuru state” (PDF). 《EJVS》 1 (4). 2007년 6월 11일에 원본 문서 (PDF)에서 보존된 문서.
- Zimmer, Heinrich (1989). 《Phiosophies of India》. Princeton University Press.
- 이 문서에는 다음커뮤니케이션(현 카카오)에서 GFDL 또는 CC-SA 라이선스로 배포한 글로벌 세계대백과사전의 〈바라문교〉 항목을 기초로 작성된 글이 포함되어 있습니다.

## 추가 읽기
- Bronkhorst, Johannes (2017), “Brahmanism: Its place in ancient Indian society”, 《Contributions to Indian Sociology》 51 (3): 361–369, doi:10.1177/0069966717717587, S2CID 220050987